# العزاب (رواية)
العزاب (بالإنجليزية: The Bachelors)‏ هي رواية للكاتبة الإسكتلندية موريل سبارك، نشرت عام 1960، لأول مرة عن دار نشر ماكميلان.